# Ata de rendição do Japão
A ata de rendição do Japão foi um acordo que formalizou a Rendição do Japão, finalizando a Segunda Guerra Mundial. Foi firmado pelos representantes do Império do Japão, dos Estados Unidos, da República da China, do Reino Unido, da União Soviética, da Austrália, do Canadá, do Governo provisório da República da França, dos Países Baixos, e da Nova Zelândia no USS Missouri na Baía de Tóquio em 2 de setembro de 1945.
A cópia original do documento, está no National Archives em Washington, D.C., enquanto a versão em japonês está no Museu Edo-Tokyo em Tóquio.

## Preparação
A equipe do general MacArthur chefiada pelo coronel LeGrande A. Diller foi encarregada de preparar o esboço do instrumento de rendição. Este foi um desafio, uma vez que os recursos eram limitados em Manila, devastada pela guerra. Não obstante, um empreendedor membro da equipe encontrou um pergaminho raro no porão de um mosteiro, e este foi dado ao impressor de MacArthur.

## Cerimônia de rendição

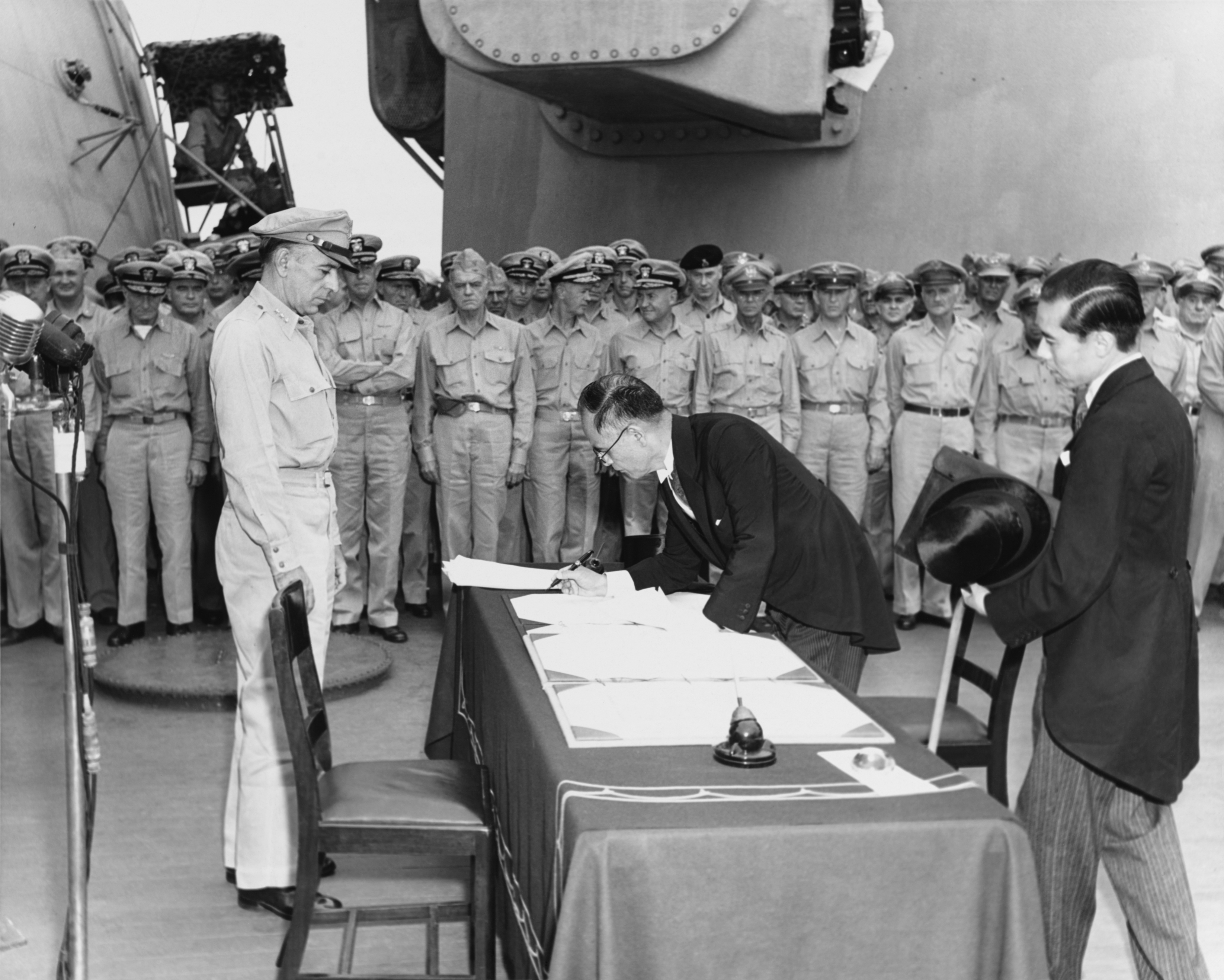
O ministro das Relações Exteriores do Japão, Mamoru Shigemitsu, assinando o instrumento de rendição em nome do governo japonês, encerrando formalmente a Segunda Guerra Mundial

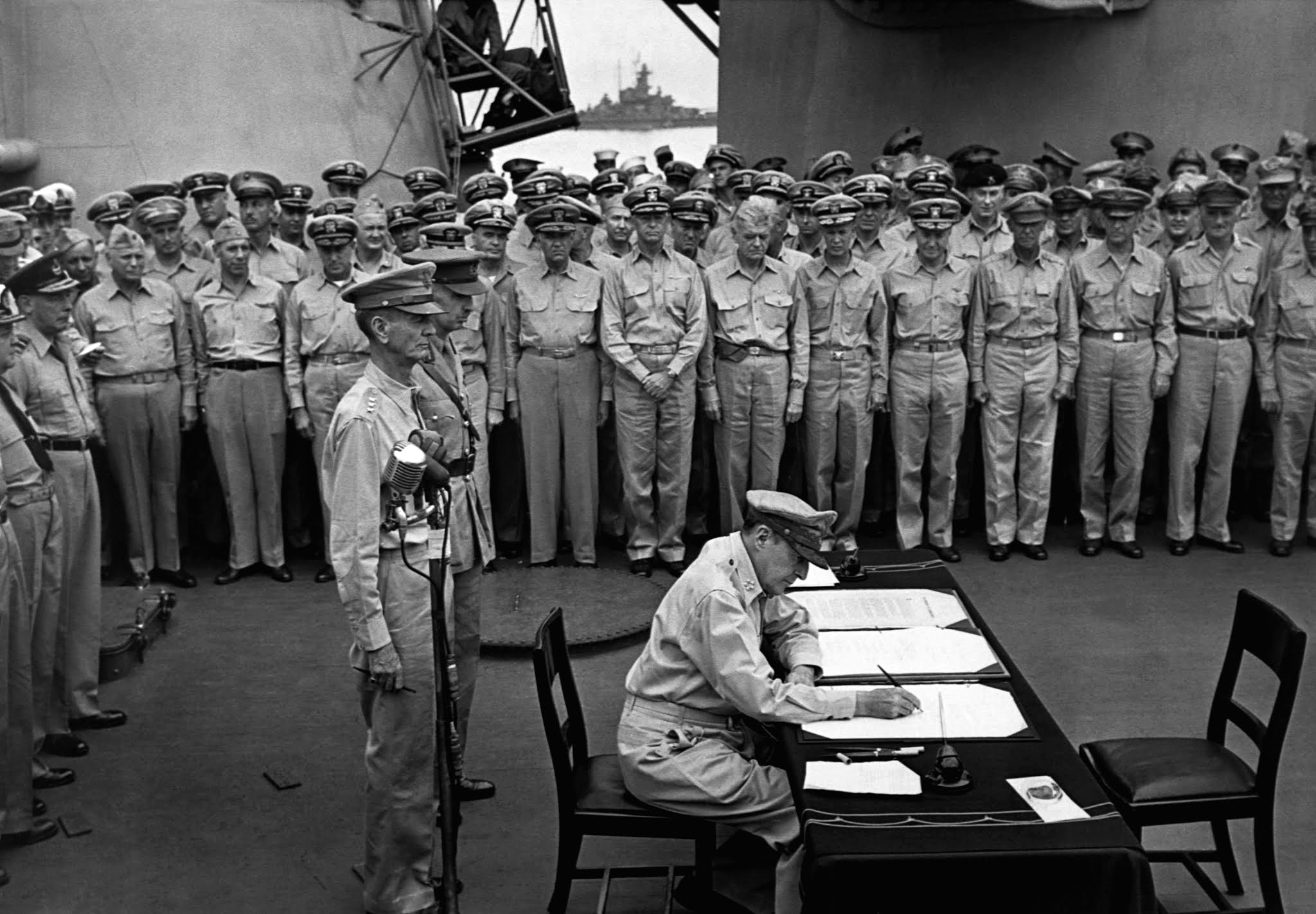
General do Exército Douglas MacArthur assinando o Instrumento de Rendição em nome das Potências Aliadas

A cerimônia a bordo do convés do Missouri durou 23 minutos e foi transmitida para todo o mundo. Ocorreu a 35° 21′ 17″ N, 139° 45′ 36″ L. O instrumento foi assinado pela primeira vez pelo ministro das Relações Exteriores japonês Mamoru Shigemitsu "Por Comando e em nome do Imperador do Japão e do Governo Japonês" (9h04) General Yoshijirō Umezu, Chefe do Estado-Maior do Exército, assinou o documento "Por Comando e em nome do Quartel General Imperial Japonês" (9h06). Os representantes japoneses presentes para a assinatura foram os seguintes:
- Ministro das Relações Exteriores Mamoru Shigemitsu
- General Yoshijirō Umezu, Chefe do Estado-Maior do Exército
- Major General Yatsuji Nagai
- Katsuo Okazaki (Ministério das Relações Exteriores)
- Contra-almirante Tadatoshi Tomioka
- Toshikazu Kase (Ministério das Relações Exteriores)
- Tenente General Suichi Miyakazi
- Contra-almirante Ichiro Yokoyama
- Saburo Ota (Ministério das Relações Exteriores)
- Capitão Katsuo Shiba (Marinha)
- Coronel Kaziyi Sugita

Às 9h08, o general de exército Douglas MacArthur, Comandante no Sudoeste do Pacífico e Comandante Supremo das Potências Aliadas, aceitou a rendição em nome das Potências Aliadas e assinou na qualidade de Comandante Supremo.
Após a assinatura de MacArthur como Comandante Supremo, os seguintes representantes assinaram o instrumento de rendição em nome de cada uma das Potências Aliadas:
- Almirante de Frota Chester W. Nimitz pelos Estados Unidos (09h12)
- General Xu Yongchang pela China (09h13)
- Almirante Sir Bruce Fraser pelo Reino Unido (09h14)
- Tenente-General Kuzma Derevyanko pela União Soviética (09h16)
- General Sir Thomas Blamey pela Austrália (09h17)
- Coronel Lawrence Moore Cosgrave pelo Canadá (09h18)
- General de Corpo de Exército Philippe Leclerc de Hauteclocque pela França (9h20)
- Tenente-Almirante Conrad Helfrich pelos Países Baixos (09h21)
- Vice-Marechal do Ar Leonard Isitt pela Nova Zelândia (09h22)

O Reino Unido convidou os governos do domínio inglês a enviarem representantes à cerimônia como subordinados. MacArthur apoiou a exigência do governo da Austrália de comparecer e assinar separadamente do Reino Unido, embora a Austrália se opusesse à sua recomendação de que Canadá, Holanda e França também assinassem o documento.
Em 6 de setembro, o coronel Bernard Theilen levou o documento e um rescrito imperial a Washington, D.C., e os apresentou ao presidente Harry S. Truman em uma cerimônia formal na Casa Branca no dia seguinte. Os documentos foram então expostos no Arquivo Nacional (National Archives).